# Ferdinand Bilger (Historiker)
Ferdinand Bilger (* 17. September 1875 in Innsbruck; † 29. April 1949 in Graz) war ein österreichischer Historiker.

## Leben
Bilger wurde als Sohn eines Gasthausbesitzers geboren, der 1881 starb, so dass Ferdinand Bilger mit 12 Jahren nach Wien zog. Einer seiner dortigen Lehrer war Josef Pommer, welcher der Burschenschaft Silesia Wien angehörte. Dieser Studentenverbindung trat Bilger während seines Studiums bei. 1903 wurde Bilger an der Universität Wien zum Dr. iur. promoviert. Von 1905 bis 1907 besuchte er das Institut für Österreichische Geschichtsforschung. 1907 ging er nach Heidelberg, wo er am Deutschen Rechtswörterbuch arbeitete. 1910 wurde er Vorstandsmitglied der Burschenschaftlichen Historischen Kommission. 1911 zog er nach Graz, wo seine Frau Margit (1874–1933), geb. Matthéy-Guenet, wohnte. In Graz war er als Vorstand des Landeszeughauses und bis 1935 als Sekretär des Landesmuseums Joanneum tätig. 1921 habilitierte er sich an der Grazer Universität. 1931 wurde er Mitglied der Historischen Landeskommission für Steiermark.
1931 wurde er an der Universität Graz außerordentlicher Professor und 1935 außerordentlicher Universitätsprofessor für Geschichte der Neuzeit. 1946 wurde er aus Altersgründen emeritiert. Obwohl deutschnational und teilweise antisemitisch ausgerichtet, galt er nach Maria Inzko während der NS-Zeit als „Judenfreund“.
Seine Kinder sind Margret Bilger, Ferdinand Bilger und Irmtraut Ring-Bilger.

## Schriften (Auswahl)
- Die Wiener Burschenschaft Silesia von 1860–1870 und ihre Bedeutung für die Anfänge der deutsch-nationalen Bewegung in Österreich. Heidelberg 1911, OCLC 2621916.
- Die Steiermärkische Sparkasse 1825–1925. Ein Jahrhundert volkswirtschaftlichen, gemeinnützigen und kulturellen Wirkens. Zum 15. Mai 1925 als Festschrift ihren Freunden überreicht vom Kuratorium. Graz 1925, OCLC 988089853.
- Dreihundertfünfzigjahrfeier der Karl-Franzens-Universität in Graz. 14. Mai 1936. Festrede. Graz 1936, OCLC 162950411.